# Brosimum costaricanum
Brosimum costaricanum är en mullbärsväxtart som beskrevs av Frederik Michael Liebmann. Brosimum costaricanum ingår i släktet Brosimum och familjen mullbärsväxter. Inga underarter finns listade i Catalogue of Life.